# Saqueo de Lisboa (798)
El Saqueo de Lisboa o Expedición a Portugal de 798 fue una expedición a Lisboa dirigida por Alfonso II de Asturias. La expedición tuvo éxito y consiguió asegurar Galicia hasta el Miño.  Sin embargo, abandonó la ciudad ese mismo día. Según Mariano Torrente, se trató de una venganza por las incursiones militares enviadas por el Emir de Córdoba contra el Reino de Asturias durante la Batalla de Lutos . 

## La expedición
Alfonso II de Asturias, como tenía una alianza con el Imperio carolingio, decidió invadir la parte occidental de la península para distraer a las fuerzas moriscas, ya quebradas por su guerra civil. Cruzó el Duero, llegó al Tajo y, tras un poco de resistencia, capturó y saqueó la ciudad. Sin embargo, abandonó la ciudad ese mismo día.

## Consecuencias
Tras el saqueo, Alfonso II envió a Carlomagno cotas de malla, mulas, moros esclavizados y una tienda de un jefe sarraceno. Lisboa quizás permaneció abandonada durante una década hasta que Tumlus inició una rebelión y fue ejecutado por el Emirato de Córdoba en 808.